# Qazaqstan (телеканал)
Qazaqstan («Казахстан») — первый казахстанский государственный телеканал, входящий в состав АО РТРК «Казахстан» и осуществляющий круглосуточное вещание на казахском языке с 1 сентября 2011 года. Начало вещания — 8 марта 1958 года. Телеканал транслируется из «Қазмедиа орталығы» в Астане. Сетка вещания состоит из информационных, познавательных программ, фильмов и сериалов на казахском языке. 
Телеканал «Казахстан» имеет филиальную региональную сеть в 14 областях Казахстана. В регионах телеканал именуется в соответствии города вещания («Казахстан-Актау» (сейчас «Mańǵystaý»), «Казахстан-Актобе» (сейчас «Aqtóbe»), «Казахстан-Атырау» (сейчас «Atyraý»), «Казахстан-Кызылорда» (сейчас «Qyzylorda»), «Казахстан-Кокшетау» (сейчас «Kókshe»), «Казахстан-Тараз» (сейчас «Jambyl»), «Казахстан-Павлодар» (сейчас «Ertis»), «Казахстан-Петропавл» (сейчас «Qyzyljar»), «Казахстан-Семей» (сейчас «Semeı»), «Казахстан-Орал» (сейчас «Aqjaıyq»), «Казахстан-Оскемен» (сейчас «Altaı»)), поскольку местные сети вещания управляются филиалами АО РТРК «Казахстан».

## История

### Гостелерадио Казахской ССР (до 1992)
29 сентября 1921 года Народный комиссариат почт и телеграфов Казахской АССР запустил радиостанцию Казахское радио, в 1933 году оно было выведено в подчинение отдельного Комитета радиофикации и радиовещания Казахской АССР, в 1978 году переименовано в Государственный комитет Казахской ССР по телевидению и радиовещанию (Гостелерадио Казахской ССР).
8 марта 1958 года Гостелерадио Казахской ССР в Казахстане провело первую пробную передачу Алма-Атинской студии ТВ. Вскоре началась ретранслироваться Первая программа с наличием «региональных окон» для программ казахских региональных студий. В советский период программы Гостелерадио Казахской ССР были выведены на отдельную программу («Казахское телевидение») с охватом на всю Казахскую ССР.
После Алма-Аты телевещание появилось в Усть-Каменогорске и Караганде, в 1959 году началось вещание в Джезказгане, в 1960 году — Петропавловске, Целинограде и Уральске, в 1965 году — в Семипалатинске. В 1991 году телевещание началось в Кустанае.
1 мая 1984 года вышла в эфир вторая программа Казахского ТВ — «Алатау» на казахском и уйгурских языках. В конце 1990-х годов вторая программа «Алатау» прекратила свою деятельность.

### ГТРК «Казахстан» (1992—1994)
В 1992 году Гостелерадио Казахской ССР было реорганизовано в Государственную телерадиокомпанию «Казахстан» (ГТРК «Казахстан»), «Казахское телевидение» было переименовано в «Казахстан 1». Частоты 1-й программы Всесоюзного радио перешли Казахскому радио, частоты Маяка — Радио Шалкар, частоты 3-й программы Всесоюзного радио — Маяку.

### РТРК «Казахстан» (1994 — настоящее время)
В 1994 году ГТРК «Казахстан» была реорганизована в Республиканскую телерадиокорпорацию «Казахстан» (РТРК «Казахстан»).
С 2011 года вещание осуществляется исключительно на казахском языке.

### Разгром филиала (2022)
Во время протестов в Казахстане здание филиала национального гостелеканала «Казахстан» в Алматы было разгромлено.
Люди ворвались в здание, в котором на тот момент находились несколько сотрудников, в том числе отдел кадров и четыре охранника. Ворвавшиеся избили сотрудников телеканала, устроили погром в здании, вскрыли сейфы, сожгли студию и забрали всю аппаратуру.

## Распространение
Распространяется через аналоговые РТС, в первом мультиплексе эфирного цифрового телевидения (канал № 1), по IPTV системе АО «Казахтелеком» под брендом «iD TV» (канал № 1), спутниковой системе «OTAU TV» (канал № 1) и у кабельных операторов.

## Программы
- AShYK ALAN (Ашық Алаң, ведущий в 2020—2022 годах — Максат Толыкбаев)
- Nur Tiley (Нұр Тілеу, авторская программа Нуртилеу Имангалиева, закрыта после его смерти 17 февраля 2021 года[11])
- NiET
- Apta
- Akparat (Акпарат — «Информация», ранее носила названия Ақшам и Жаңалықтар)
- Дара жол (ведущая Дана Нуржигитова)
- Жан жылуы
- MASELE
- TANShOLPAN[каз.] (Таңшолпан — «Раннее утро»)
- Екі жұлдыз
- Парасат майданы («Разума пылающая война»)
- Мерейлі отбасы («Счастливая семья»)
- Ақ Орда
- AKSAUYT
- KOZKARAS
- Тұлға
- Келбет
- Ауылдастар
- Иман өзегі
- Сен де бір кірпіш дүниеге… («Найди своё место в жизни…»)
- 100 жаңа есім («100 новых лиц»)
- Мәдениет жауһарлары
- Ғажайып өлке
- Бір күн
- МЕНІҢ ҚАЗАҚСТАНЫМ
- Толағай
- Арнайы жоба
- Жайдарман
- Шипагер
- «Сенбілік таң»
- Ұлттық арнада-ұмытылмас əндер
- КТА
- Әзіл әлемі
- Айтыс
- Концерт
- Намыс дода (2007—2015)

## Активы
В РТРК «Казахстан» входят телеканалы:
- Телеканал «Qazaqstan»
- Телеканал «Balapan»
- Телеканал «Qazsport»
- Телеканал «Abai TV»

В входят радиостанции:
- Казахское радио
- Радио «Шалкар»
- Радио «Астана»
- Радио «Classic»

## Награды
- Благодарность Президента Республики Казахстан в области средств массовой информации (26 июня 2015 года) — за активное освещение хода реализации государственной политики и большой вклад в развитие отечественного информационного пространства[12].